# Riviera di Rimini Challenger
Il Riviera di Rimini Challenger  è stato un torneo professionistico di tennis giocato sulla terra rossa, che ha fatto parte dell'ATP Challenger Tour. Si è giocato annualmente al Circolo Tennis Rimini di Rimini in Italia dal 2004 al 2010.

## Albo d'oro

### Singolare
| Anno | Campione        | Finalista            | Punteggio       |
| ---- | --------------- | -------------------- | --------------- |
| 2010 | Paolo Lorenzi   | Federico Delbonis    | 6–2, 6–0        |
| 2009 | Thomaz Bellucci | Juan Pablo Brzezicki | 3–6, 6–3, 6–1   |
| 2008 | Diego Junqueira | Walter Trusendi      | 6–4, 6–3        |
| 2007 | Oliver Marach   | Daniel Köllerer      | 4–6, 2–0 ritiro |
| 2006 | Pablo Andújar   | Werner Eschauer      | 3–6, 6–1, 7–5   |
| 2005 | Florent Serra   | Iván Navarro         | 6–3, 6–1        |
| 2004 | Tomas Tenconi   | Álex Calatrava       | 6–2, 6–1        |

### Doppio
| Anno | Campioni                                | Finalisti                           | Punteggio           |
| ---- | --------------------------------------- | ----------------------------------- | ------------------- |
| 2010 | Giulio di Meo Adrian Ungur              | Juan Pablo Brzezicki Alexander Peya | 7–6(6), 3–6, [10–7] |
| 2009 | Matthias Bachinger Dieter Kindlmann     | Leonardo Azzaro Marco Crugnola      | 6–4, 6–2            |
| 2008 | Leonardo Azzaro Marco Crugnola          | Cătălin Gârd Matwé Middelkoop       | 6–1, 6–1            |
| 2007 | Carlos Poch-Gradin Santiago Ventura     | Leonardo Azzaro Alessandro Motti    | 6–4, 6–1            |
| 2006 | Juan Pablo Brzezicki Cristian Villagrán | Vasilīs Mazarakīs Gabriel Moraru    | 6–2, 5–7, [10–6]    |
| 2005 | David Škoch Martin Štěpánek             | Christopher Kas Philipp Petzschner  | 6–3, 6(1)–7, 6–1    |
| 2004 | Daniele Bracciali Giorgio Galimberti    | Stefano Cobolli Vincenzo Santopadre | walkover            |